# Branca (Albergaria-a-Velha)
Branca ist eine Gemeinde und Kleinstadt (Vila) in Portugal.

## Geschichte
Funde zweier kleiner Siedlungen aus der Castrokultur belegen eine Besiedlung bis in die Zeit der römischen Herrschaft, auch eine Römerstraße durchquerte das heutige Gemeindegebiet.
Der heutige Ort, unter seinem früheren Namen Auranca, ist erstmals 1098 dokumentiert. Am 7. Juli 1139 übernachtete hier der Bischof von Coimbra auf seinem Weg zum Treffen mit D. Afonso Henriques, 18 Tage vor der Schlacht von Ourique, nach der dieser sich zum ersten König des neuen, unabhängigen Königreichs Portugals ausrufen ließ. In den königlichen Erhebungen von 1220 war der Ort als Vila de Branca mit 37 Haushalten und als eine bereits lange bestehende eigene Gemeinde vermerkt.
Während der zweiten napoleonischen Invasion Portugals wurde im Gemeindegebiet die Armee von General Soult am 10. Mai 1809 von britisch-portugiesischen Truppen aufgehalten und nach Norden abgedrängt.
Mit der Eröffnung der Eisenbahnlinie Linha do Vouga Anfang des 20. Jahrhunderts erhielt Branca Anschluss an das Eisenbahnnetz, was die wirtschaftliche Entwicklung förderte und Betriebe entstehen ließ, darunter mit der Fábrica Cerâmica da Branca, Lda. eine große Fabrik für Dachziegel und Ziegelsteine.
Am 30. Juni 1989 wurde Branca zur Kleinstadt (Vila) erhoben.

## Verwaltung
Branca ist Sitz einer gleichnamigen Gemeinde (Freguesia) im Kreis (Concelho) von Albergaria-a-Velha im Distrikt Aveiro. Sie ist 30,3 km² groß und hat 5427 Einwohner (Stand 19. April 2021).
Folgende Ortschaften liegen im Gemeindegebiet:
- Cardeal
- Albergaria-a-Nova
- Barroca
- Branca
- Cancela
- Carvalhais
- Casaldima
- Chaque
- Coche
- Cristelo
- Eiras
- Escusa
- Escusa de Cima
- Espinheira
- Estrada
- Fradelos
- Fundo de Vila
- Laginhas
- Mundo Novo
- Nobrijo
- Outeirinho
- Outeiro
- Padrão
- Palhal
- Quinta do Caimo
- Relvas
- Ribeiro da Póvoa
- Samuel
- Soutelo
- Souto
- Zangarinha

## Söhne und Töchter der Stadt
- Marina Bastos (* 1971), Leichtathletin
- Joana Pangaio-Pereira (* 1987), Tennisspielerin